# 黒杖官
黒杖官（こくじょうかん、公式にはLady Usher of the Black Rod、男性であればGentleman Usher of the Black Rod、しばしば略して単にBlack Rodとも）は、イギリス連邦（コモンウェルス）の国々の議会においてみられる役職である。議会の儀仗と警務を担当する名誉の職で、国王や総督に任命権があり、歴史的に軍人が任命されてきた。国杖官、アッシャー黒杖官、アッシャー式部官、黒杖使などとも訳される。
この役職は、もともと1530年にイギリスの貴族院（上院）に置かれたものを起源としており、職権の象徴として黒い杖を携行することからこのように呼ばれている。

## イギリスの黒杖官

就任宣誓のために議会へ向かう新総督サー・ジェリー・マテパラエ（右）や首相ジョン・キー（中央）を先導するニュージーランドの黒杖官（左）。

イギリスの黒杖官は一般には、上院の儀礼に大きな役割を果たす役職として知られている。黒杖官の職務としてもっとも知られるのは、議会の開会式の際、上院で行われる国王演説のため、庶民院（下院）に控える下院議員に召喚の命を伝える使者としての役割である。このとき、黒杖官が現れると下院は扉を閉め、黒杖官が扉を3度たたくと扉を開けるという習わしがあり、扉を閉めることは庶民院の独立を表す。
ガーター騎士団の事務長としての役割もある。
黒杖官の重要な任務として貴族院内の紀律を保持するための議院警察権の行使や、院内の施設管理を統括することがある。黒杖官は、英国議会議事堂（ウェストミンスター宮殿）の上院区域において秩序を乱したものを逮捕する権限をもち、その職務に関する権限は下院における守衛官(Serjeant-at-Arms)と同等である。上院区域に勤務する門衛（Doorkeeper）やロンドン警視庁議会警備隊の警察官は、黒杖官の指揮の下において職務執行を行っている。
2018年からは女性として初めてサラ・クラークが黒杖官を務めている。

## イギリス以外の黒杖官
イギリス以外でも、イギリス連邦の構成国を中心に上院に黒杖官と呼ばれる役職が置かれることがある。各国の黒杖官は、イギリスのものと同様に、上院の秩序を乱す議員や侵入者を逮捕する権限を有し、また開会式において儀礼的な役割を果たす。
連邦制をとるオーストラリアにおいては、連邦議会だけでなく、各州の二院制議会にも黒杖官が置かれている。2023年現在のオーストラリア議会の黒杖官はジョン・ペグリーである。また、同じく連邦制をとるカナダでは、各州の議会が一院制であるにもかかわらず全てに黒杖官が置かれている。
上院 (Legislative Council) が1951年に廃止されたニュージーランドにおいても、黒杖官の役職は存続している。ニュージーランドの黒杖官は開会式の際に下院議員を先導する儀礼的役割を果たしているが、常勤ではなく、非常勤の職である。
アイルランド王国の貴族院でも黒杖官の役職があり、ジョージ・モンタギュー（1761年から1763年まで）や初代準男爵サー・アーチボルド・エドモンストン（1763年から1765年まで）などが務めた。1783年に聖パトリック騎士団が創設されると、アイルランド貴族院の黒杖官が聖パトリック騎士団黒杖官（Gentleman Usher of the Black Rod of the Order of St. Patrick）を兼任し、1800年のグレートブリテン及びアイルランド連合王国成立に伴いアイルランド貴族院が廃止された後も騎士団黒杖官の任命が続けられ、最後の騎士団黒杖官は1918年に任命された。また北アイルランド上院（1972年廃止）でも黒杖官が任命された。

## 画像

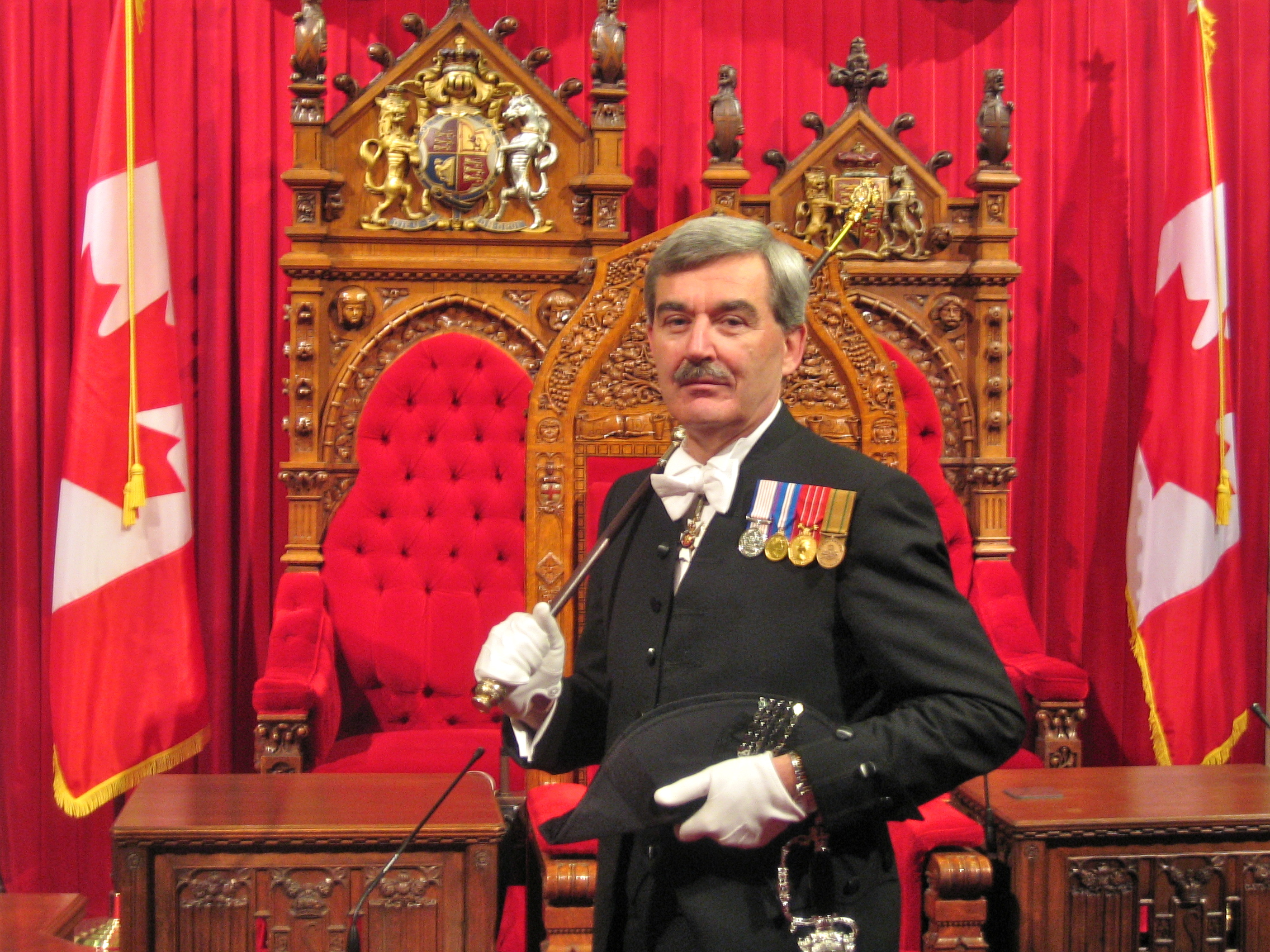
カナダの黒杖官
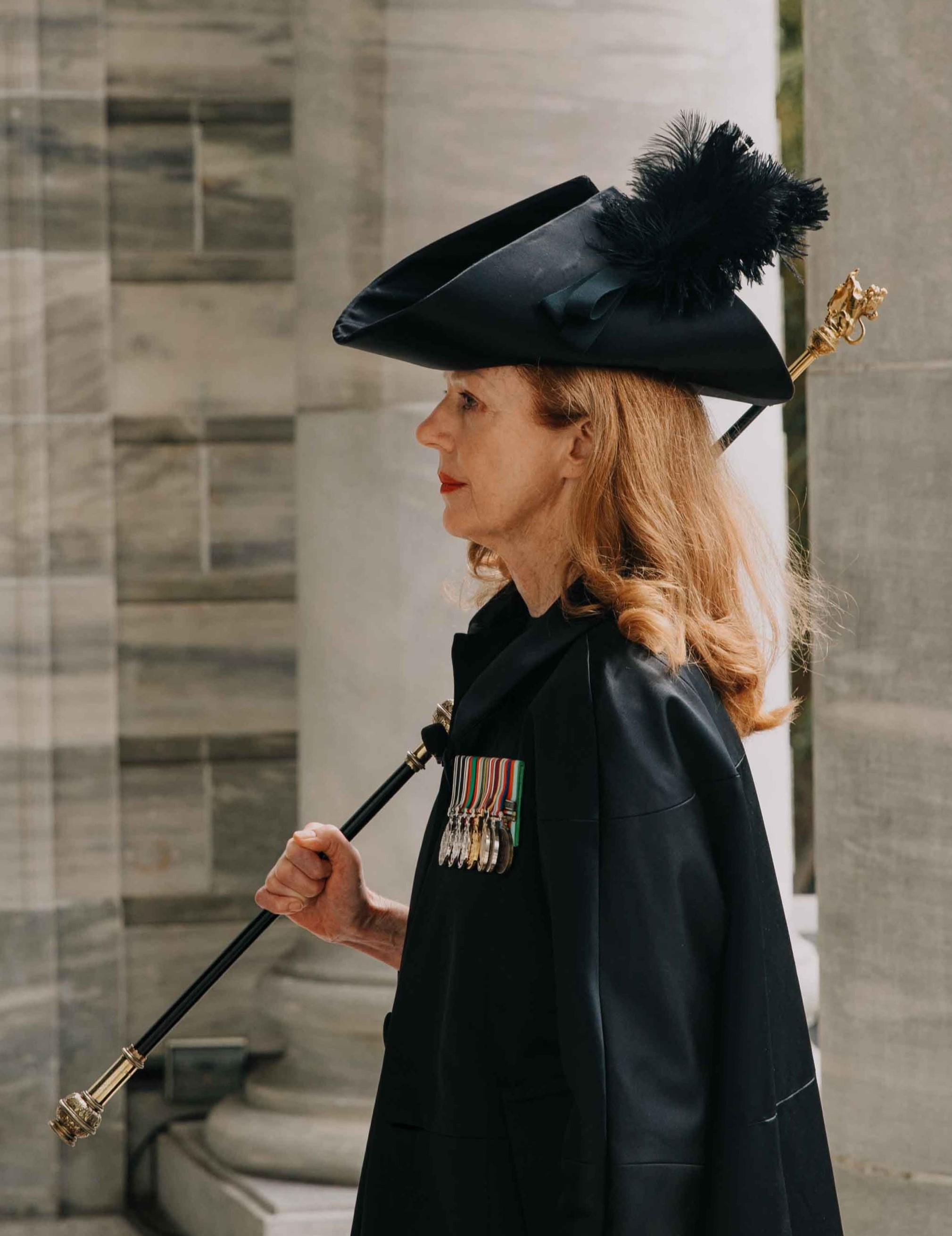
ニュージーランド議会開会式に出席する黒杖官のサンドラ・マッキー
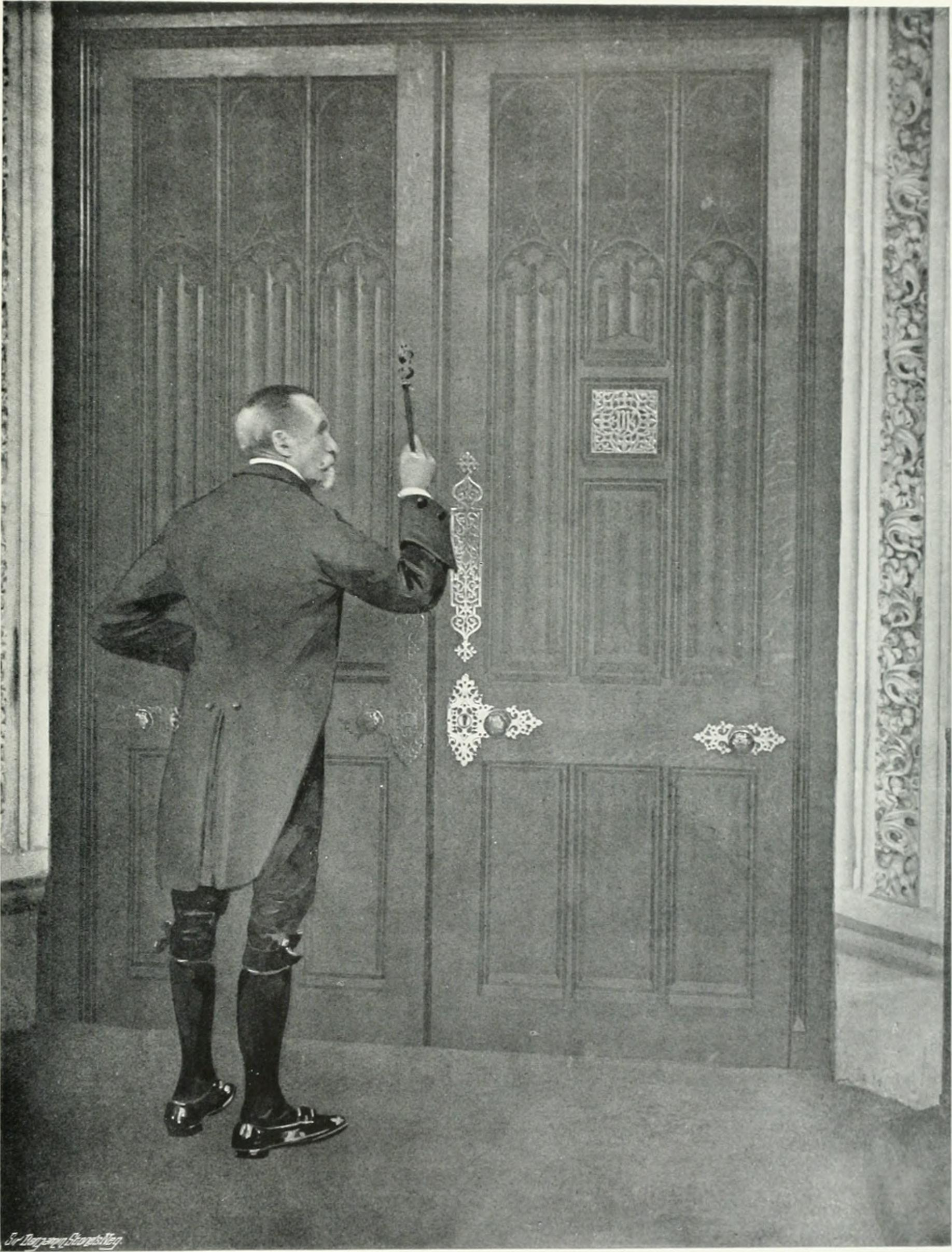
庶民院のドアをノックする黒杖官
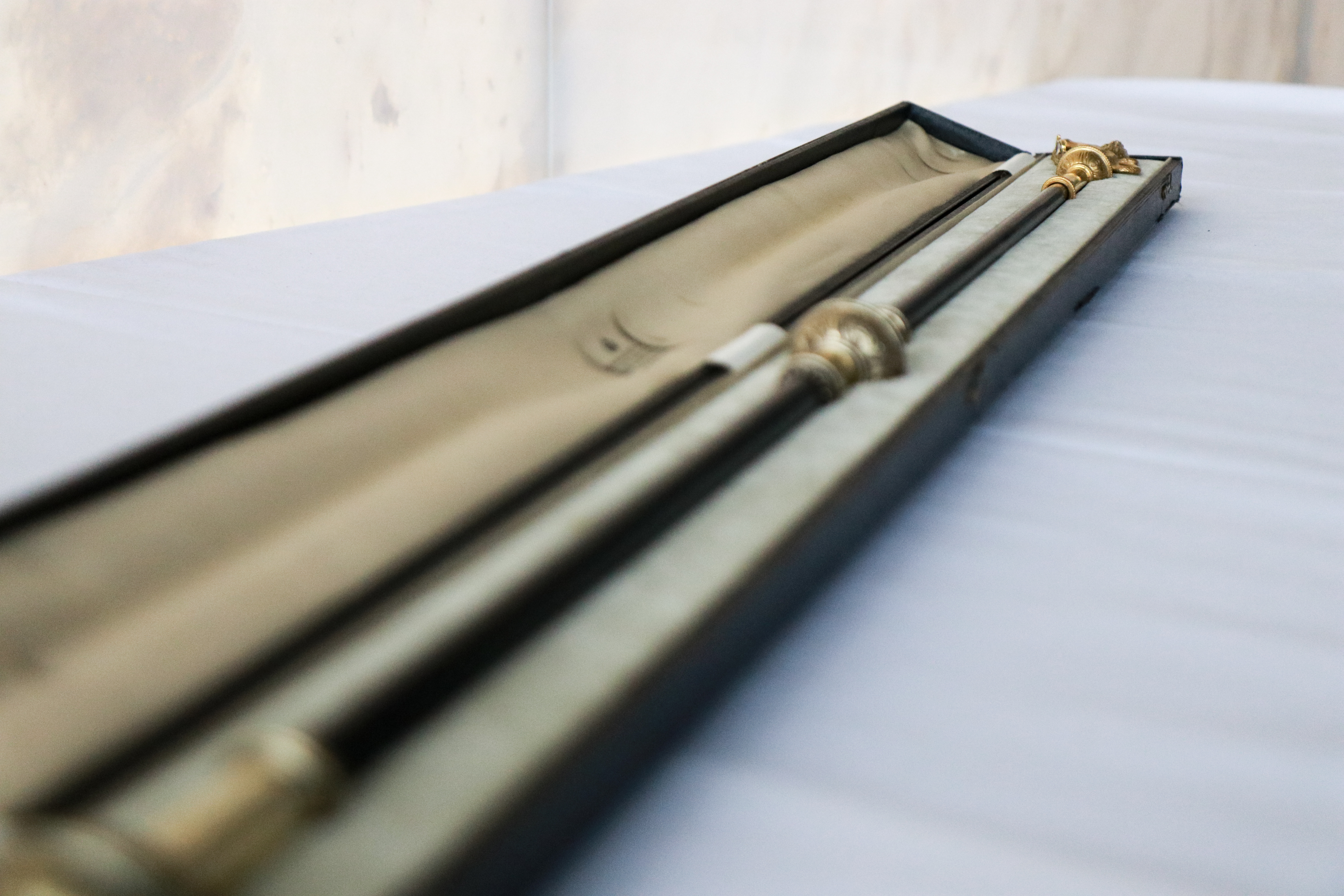
ニュージーランドの儀仗
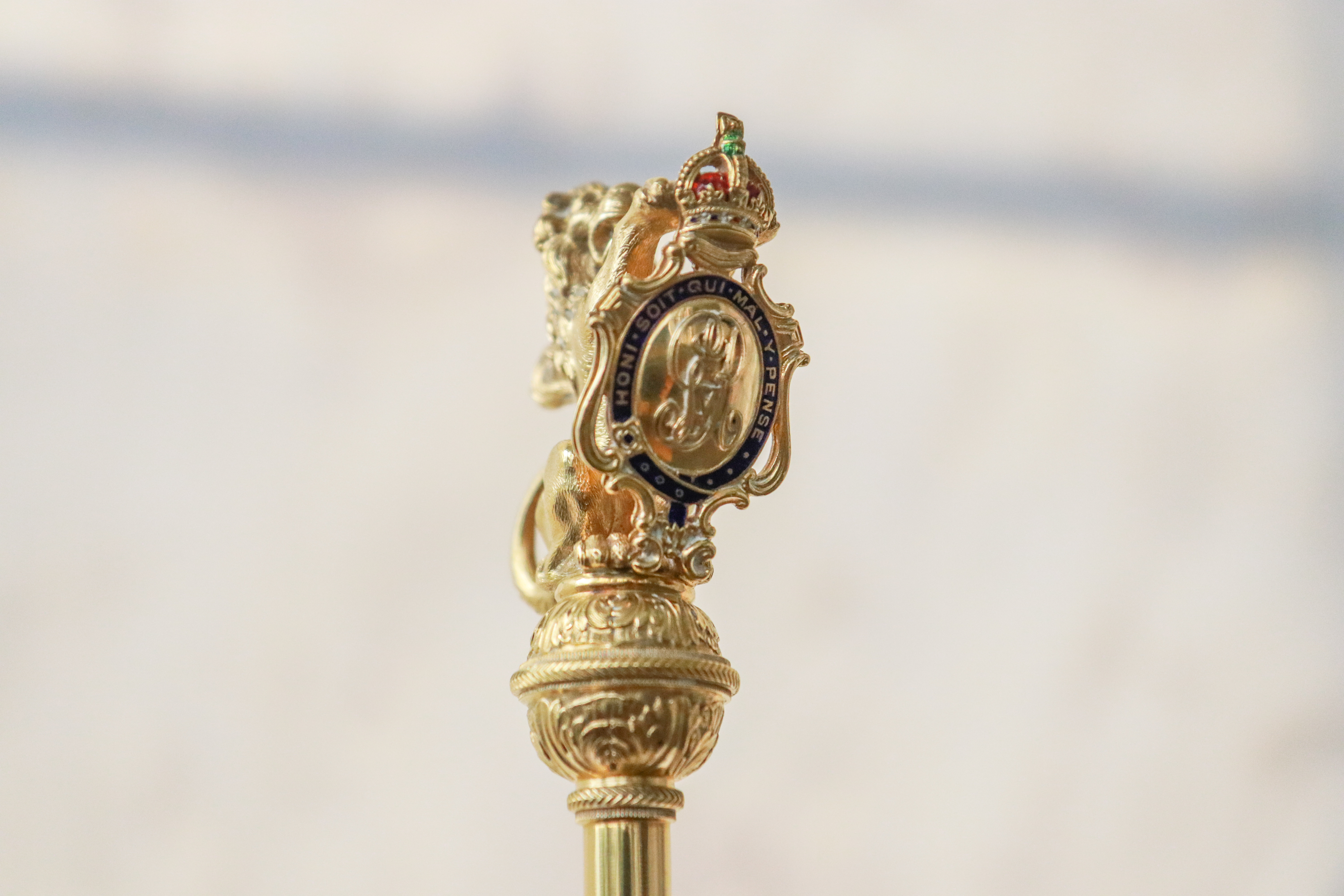
ニュージーランドの儀式の先端の宝飾